# .qa
Pour les articles homonymes, voir QA.

Attribution de l'espace d'adressage IPv4 au Qatar.

.qa est le domaine de premier niveau national (country code top level domain : ccTLD) réservé au Qatar. Sa version internationale est le .قطر (.xn--wgbl6a) entré en service fin décembre 2010.